# Stemwede
Stemwede es un  municipio del distrito de Minden-Lübbecke, en Renania del Norte-Westfalia, Alemania.

## Geografía
Stemwede se encuentra al norte de la cordillera de Wiehen, y con sus 88 habitantes/km² es uno de los municipios de menor densidad de Renania del Norte-Westfalia.

## Distritos y localidades
Stenmwede cuenta con tres distritos:
- Levern con las localidades Levern, Sundern, Niedermehnen, Destel y Twiehausen.
- Dielingen con las localidades Drohne, Dielingen, Haldem y Arrenkamp.
- Wehdem con las localidades Westrup, Wehdem, Oppendorf y Oppenwehe.

### Levern
- Habitantes: aprox. 2000

### Sundern
- Habitantes: aprox 320

### Niedermehnen
- Habitantes: aprox. 650

### Drohne
- Habitantes: aprox. 580

### Haldem
- Habitantes: aprox. 1900

### Westrup
- Habitantes: aprox. 680

### Wehdem
- Habitantes: 1830

### Oppendorf
- Habitantes: 900

### Oppenwehe
- Habitantes: 2230

Molino de Oppenwehe

Café en Stemwede-Oppenwehe